# RIZIN.15
RIZIN.15（ライジン・フィフティーン）は、日本の総合格闘技団体「RIZIN」の大会の一つ。
2019年4月21日に神奈川県横浜市横浜アリーナで開催された。

## 概要
2019年のRIZIN開幕大会となった本大会では、ベラトールファイターで2015年のRIZINヘビー級GP優勝のキング・モーとイリー・プロハースカによるライトヘビー級初代王者を決めるタイトルマッチがメインイベントで行われ、プロハースカが3R TKOで勝利し、初代RIZINライトヘビー級王者に輝いた。他にも、2018年12月31日のRIZIN.14でフロイド・メイウェザー・ジュニアとエキシビションマッチを行った那須川天心が、ボクシング世界王者のマニー・パッキャオ推薦のフィリピン人ファイター、フリッツ・ビアグタンとキックボクシングルールで対戦した。
また、本大会から通常のMMAルールが1ラウンド5分のみの計3ラウンド制に統一された。

## 対戦カード
第1試合 キックボクシングルール 61.0kg契約ワンマッチ 3分3R
×  大雅 vs.  タリソン・ゴメス・フェレイラ ○
2R 2:34 TKO（3ノックダウン）
第2試合 女子MMAルール 57.0kg契約ワンマッチ 5分3R 肘あり
○  村田夏南子 vs.  サライ・オロスコ ×
2R 2:12 肩固め
第3試合 MMAルール 58.0kg契約ワンマッチ 5分3R 肘あり
○  マネル・ケイプ vs.  伊藤盛一郎 ×
2R 3:59 TKO（スタンディングパンチ）
第4試合 MMAルール 71.0kg契約ワンマッチ 5分3R 肘あり
○  ダミアン・ブラウン vs.  武田光司 ×
3R終了 判定3-0
第5試合 女子MMAルール 57.0kg契約ワンマッチ 5分3R 肘あり
○  渡辺華奈 vs.  ヤスティナ・ハバ ×
3R終了 判定3-0
第6試合 MMAルール 68.0kg契約ワンマッチ 5分3R
○  朝倉未来 vs.  ルイス・グスタボ ×
3R終了 判定3-0
第7試合 女子MMAルール 51.0kg契約ワンマッチ 5分3R 肘あり
○  RENA vs.  サマンサ・ジャン・フランソワ ×
3R終了 判定3-0
第8試合 MMAルール 93.0kg契約ワンマッチ 5分3R 肘あり
○  カール・アルブレックソン vs.  クリスティアーノ・フロリッチ ×
3R終了 判定3-0
第9試合 MMAルール 71.0kg契約ワンマッチ 5分3R
×  北岡悟 vs.  ホベルト・サトシ・ソウザ ○
2R 3:56 TKO（グラウンドパンチ）
第10試合 MMAルール 60.0kg契約ワンマッチ 5分3R 肘あり
○  堀口恭司 vs.  ベン・ウィン ×
1R 2:53 KO（スタンドパンチ連打）
第11試合 キックボクシングルール 59.0kg契約ワンマッチ 3分3R 
○  那須川天心 vs.  フリッツ・ビアグタン ×
3R 1:24 TKO（レフェリーストップ）
第12試合 MMAルール RIZINライトヘビー級タイトルマッチ（初代王座決定戦） 5分3R 肘あり
×  キング・モー vs.  イリー・プロハースカ ○
3R 3:02 TKO（スタンドパンチ）
※プロハースカが王座獲得に成功。初代ライトヘビー級王者となった。